# Santa Teresa a Monserrato

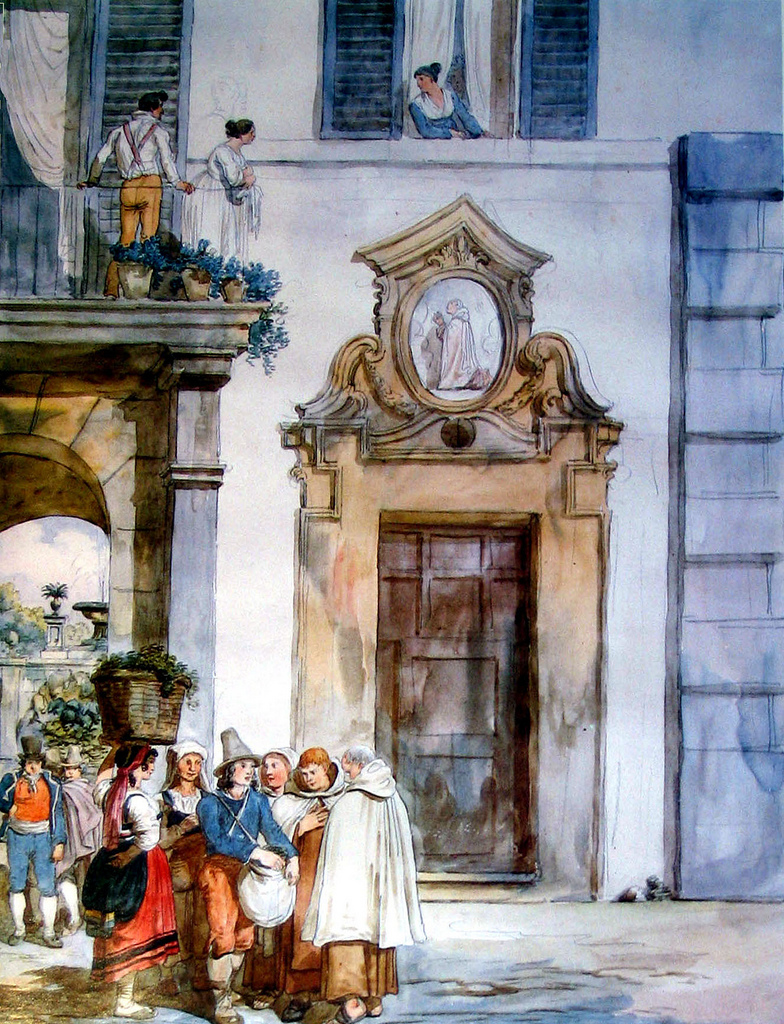
Aquarela de Achille Pinelli (1834).

Santa Teresa a Monserrato, também conhecida como Santa Teresina, era uma igreja de Roma que ficava na Via di Monserrato, no rione Regola, bem em frente à igreja de San Giovanni in Ayno. Era dedicada a Santa Teresa de Ávila. Foi demolida em 1880.

## História e descrição
Em 1759, os carmelitas descalços deixaram sua antiga igreja, Santi Teresa e Giovanni della Croce dei Carmelitani, na Piazza del Monte di Pietà e instalaram sua cúria geral no Palazzo Rocci, na Via di Monserrato, o que levou à construção de uma pequena igreja dedicada a Santa Teresa. A cúria se mudou novamente, em 1860, para a igreja de Santa Teresa dello Scalone e finalmente para Santa Teresa d'Avila em 1902. Logo depois da captura de Roma (1870), a pequena igreja foi desconsagrada e o Palazzo Rocci foi comprado pelo príncipe Emilio Altieri (1819–1900). que, em 1880, reconstruiu todo o complexo e demoliu a igreja. Segundo Mariano Armellini, ela já estava demolida em 1891. 
Sobre a entrada da igreja havia um tondo com um afresco representando São João da Cruz. Ele estava emoldurado por volutas e festões e era coroado por um frontão curvo. A igreja propriamente dita era retangular e o altar abrigava uma estátua de Nossa Senhora. Duas das pinturas que ficavam no interior eram de Gaspare Serinari e Giuseppe Peroni.